# Jeffry Fortes
Jeffry Fortes, né le 22 mars 1989, est un footballeur cap-verdien évoluant actuellement au poste d'arrière droit.

## Biographie
Fortes joue pour la première fois avec le Cap-Vert lors d'un match de qualification pour la Coupe d'Afrique des nations 2015 contre le Mozambique le 15 octobre 2014.
Le 1er novembre de la même année, il joue de nouveau avec le Cap-Vert dans un match de même enjeu que le précédent, contre le Niger.